# True Stories
True Stories es el séptimo álbum de estudio de la banda neoyorquina de rock Talking Heads. Fue publicado el 15 de septiembre de 1986, por Sire Records. Para esa misma época, el líder de la banda David Byrne estrenaba su película del mismo nombre.
El álbum no contiene las mismas versiones que la película, por lo que se presentan las versiones de la banda grabando en el estudio las canciones de la película. El sencillo "Wild Wild Life" se convirtió en un gran éxito del álbum acompañado de su video promocional. El video de "Wild Wild Life", reproducido por el canal de música MTV ganó dos MTV Video Music Awards in 1987, a mejor video de grupo y mejor video de una película.

## Lista de canciones
Todos los temas compuestos por David Byrne.
1. "Love for Sale" – 4:30
2. "Puzzlin' Evidence" – 5:23
3. "Hey Now" – 3:42
4. "Papa Legba" – 5:54
5. "Wild Wild Life" – 3:39
6. "Radio Head" – 3:14
7. "Dream Operator" – 4:39
8. "People Like Us" – 4:26
9. "City of Dreams" – 5:06
10. "Wild Wild Life" (Extended mix) (CD bonus track) – 5:30

## Personal

### Talking Heads
- David Byrne – guitarra, voz líder
- Chris Frantz – batería
- Jerry Harrison – teclados, guitarra, coros
- Tina Weymouth – bajo, coros

### Mùsicos adicionales
- Bert Cross Choir – coros en "Puzzlin' Evidence"
- Tommy Camfield – fiddle en "People Like Us"
- Paulinho Da Costa – percusión en "Papa Legba", "Radio Head" y "People Like Us"
- Steve Jordan – Acordeón en "Radio Head"
- St. Thomas Aquinas Elementary  School Choir – coros en "Hey Now"
- Tommy Morrell – pedal steel guitar en "People Like Us" y "City of Dreams"
- Gloria Loring - coros en "Wild Wild Life"